# Aldeia do Lago
Aldeia do Lago é um bairro do município brasileiro de Coronel Fabriciano, no interior do estado de Minas Gerais. Localiza-se no distrito-sede, estando situado no Setor 3. Segundo o censo demográfico de 2022, realizado pelo Instituto Brasileiro de Geografia e Estatística (IBGE), sua população era de 294 habitantes e havia 103 domicílios particulares permanentes ocupados.
De acordo com o IBGE, em 2010 a população era de 216 habitantes e havia 72 domicílios particulares.
A malha urbana do bairro se encontra entre a base de morros e o ribeirão Caladinho. A maior parte de sua área corresponde ao condomínio fechado homônimo, com residências de alto padrão.

## História

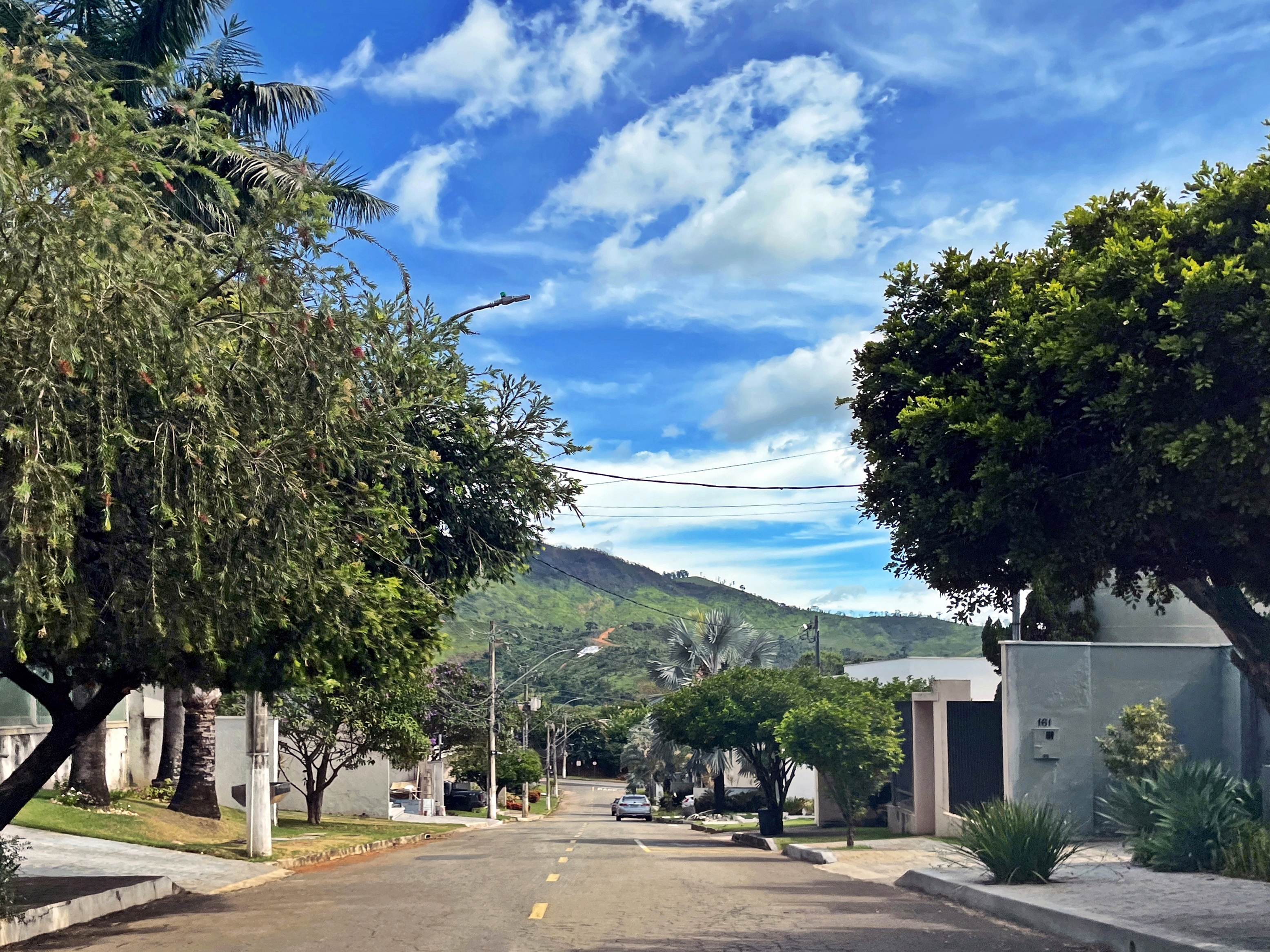
Uma rua no interior do Condomínio Aldeia do Lago

A área onde está situado o Aldeia do Lago, assim como as regiões compreendidas pelos atuais bairros Santa Terezinha, Santa Terezinha II e Mangueiras, pertencia originalmente ao médico Rubem Siqueira Maia, que fora primeiro prefeito de Coronel Fabriciano. O atual núcleo habitacional representava a sede da chamada Fazenda Santa Terezinha, administrada por Rubem, porém a maior parte das terras foram loteadas na década de 1960 pela Imobiliária Santa Terezinha, também de propriedade da família Maia, dando origem aos bairros.
Em 1996, a Maia Júnior Empreendimentos Imobiliários, da mesma família Maia, criou e estruturou o Aldeia do Lago como primeiro condomínio fechado de alto padrão da região. O nome recebido é uma referência a um lago existente em seu interior, onde também há uma área de lazer. A sede da antiga fazenda, por sua vez, foi mantida e preservada pelos herdeiros de Rubem Siqueira Maia em um local isolado do empreendimento.
Devido à proximidade com o provável local onde pretendia-se construir a estação de tratamento de esgoto da cidade, houve um período em que essas casas sofreram uma relativa desvalorização. No entanto, a desistência desse terreno para a execução do projeto foi anunciada em 2016 e a estação foi construída no interior do município de Timóteo. A poucos metros da entrada do núcleo habitacional foi instalado o Hospital Metropolitano Unimed Vale do Aço, centro de saúde de alta complexidade de cerca de 20 mil m² cuja inauguração aconteceu em 22 de maio de 2015.
Também na década de 2010, foi iniciado o projeto de expansão do condomínio pela família Maia, com o loteamento de uma área vizinha e a construção de infraestrutura e área de lazer. A conclusão do empreendimento foi anunciada para 2021.